# Родимка (оповідання)
"Родимка" (рос. Родинка)  ― оповідання російського радянського письменника Михайла Олександровича Шолохова, написане у 1924 році.

## Публікації
Оповідання "Родимка" вперше опубліковано у газеті «Молодий ленінець», 14 грудня 1924 р., № 144; входив у збірники: «Донські розповіді», вид. «Нова Москва», М. 1926; «Голова реввійськради республіки», вид. ВЦРПС, М. 1930.
У 1923 році журналах і газетах почали з'являтися розповіді Шолохова, об'єднані згодом у збірники «Донські розповіді» і «Лазуровий степ» (обидва 1926 р.). Головна тема цих творів – громадянська війна на Дону.

## Сюжет
В оповіданні "Родимка" розповідається про те, як молодий червоноармійський командир Миколка втратив батька під час війни з Німеччиною, а слідом за ним і мати. Все, що йому залишилося від батьків – любов до коней та родимка на нозі величиною з яйце. Вранці на його квартиру, яка базується в хаті над Доном, приїжджає козак і доповідає, що прийшов наказ ліквідувати чергову місцеву банду. Кульмінацією твору, що оповідає про боротьбу з бандитизмом на Верхньому Дону, стала зустріч на полі битви вісімнадцятирічного командира червоного ескадрону, комсомольця Миколки Кошового з батьком, отаманом банди. Отаман вбиває Миколку, але після цього, визнавши вбитого сина, сам зводить рахунки з життям.

## Персонажі
- Отаман банди ― безіменний батько головного героя Миколи Кошового. Зник безвісти в першу світову війну, був у полоні, через сім років повернувся на Дон, очоливши банду. У фіналі стріляє в себе після вбивства сина.

- Чотовий ― Безіменний червоноармієць, повідомляє Миколі Кошовому про приїзд нарочного з станиці з звісткою про банду.

- Воєнком ― безіменний персонаж, купається в Дону з Миколою Кошовим.

- Лукич ― старий мельник, у якого бандити відбирають зерно. Зі скаргою на бандитів приходить до командира червоного ескадрону Николке Кошовому.

- Нарочний ― безіменний червоноармієць, привозить зі станиці пакет для командира ескадрону Миколи Кошового.

- Микола (Миколка) Кошовий ― головний герой оповідання, козак, командир червоного ескадрону, член РКСМ, 18 років. Після багатьох років розлуки на полі бою зустрічається з батьком, отаманом банди, гине від рук батька.

- Провідник ― безіменний червоноармієць, проводжає мельника Лукича до командира.

- Господиня ― безіменна козачка, господиня хати, де квартирує Микола Кошовий.

## Адаптації
За мотивами оповідань "Шибалково насіння" та "Родимка" Михайла Шолохова у 1964 рікна кіностудії "Ленфільм" знято художній фільм "Донська повість". Режисер-постановник В.А. Фетін, сценарій А. Витоля.